# 제이나 솔로
제이나 솔로 펠(Jaina Solo Fel)은 레전드 세계관 등장인물이며 한 솔로와 레아 오르가나에 딸이며 자게드 펠 (Jagged Fel)의 아내이다.

## 상세
5분 차이로 쌍둥이 제이센 솔로 보다 먼저 태어났다. 야빈 전투로부터 22년 후 13세 당시 삼촌 루크 스카이워커의 제다이 프락시움에서 제다이 수련생이 된다. 야빈 전투로부터 25년 후 16세 당시 알 수 없는 은하계로부터 유우잔 봉이 은하계를 침입하여 유우잔 봉 전쟁이 일어났고 4년 간의 전쟁 속에서 제이나는 활약과 실력이 놀라울 정도라서 삼촌 루크 스카이워커에게 제다이의 검 (Sword of the Jedi)이라는 칭호를 받는다.
전쟁이 끝난 후 11년 후 32세 당시 2차 은하내전이 벌어졌고 쌍둥이 동생 제이센이 포스의 어두운 면에 타락하여 숙모 마라 제이드 스카이워커를 살해한 뒤 다스 케이더스가 된다. 1년 뒤 전쟁의 마지막 전투 당시 제이나는 다스 케이더스와 광검 결투를 벌였으며 루크가 포스 능력인 배틀 메디테이션을 사용하여 제이나의 능력을 향상시켜 도와주었고 제이나는 케이더스와의 광검 결투에서 승리한다. 다스 케이더스 제이센은 결투에서 사망하고 이후 2차 은하내전은 끝났게되었으며 은하계는 재통합이된다

## 그 외
키가 149cm였다.